# Étienne de Gerlache
Pour les autres membres de la famille, voir Famille de Gerlache.
Le baron Étienne-Constantin de Gerlache, né à Biourge (alors dans le duché de Luxembourg), le 26 décembre 1785, et mort à Ixelles, le 10 février 1871, est un magistrat, homme d'État et historien belge de tendance catholique.
Il joue un rôle considérable dans la toute jeune Belgique, occupant successivement les fonctions de président du Congrès national (1831), de chef de gouvernement (1831), de président de la Chambre des représentants (1831-1832) et de président de la Cour de cassation (1832-1867).

## Biographie
Fils de François de Gerlache, seigneur de Waillimont et de Gomery, et de Marguerite de Groulart, il perd en 1791 son père. À dix-huit ans, il part pour Paris afin d'étudier le droit. Il obtient une licence en droit de l'École de droit de Paris. Il fut ensuite nommé avocat à la Cour de cassation et au Conseil des prises en France. Il rentre en Belgique et devient conseiller de la régence (au sens de municipalité) de Liège (1821), membre des états généraux (1824-1830), puis conseiller à la cour supérieure de justice de Liège (1825). Il avait été nommé en 1822 secrétaire général de la Société libre d'émulation. Aux états généraux, membre de la Seconde Chambre, il s'oppose à la politique de Guillaume Ier des Pays-Bas.

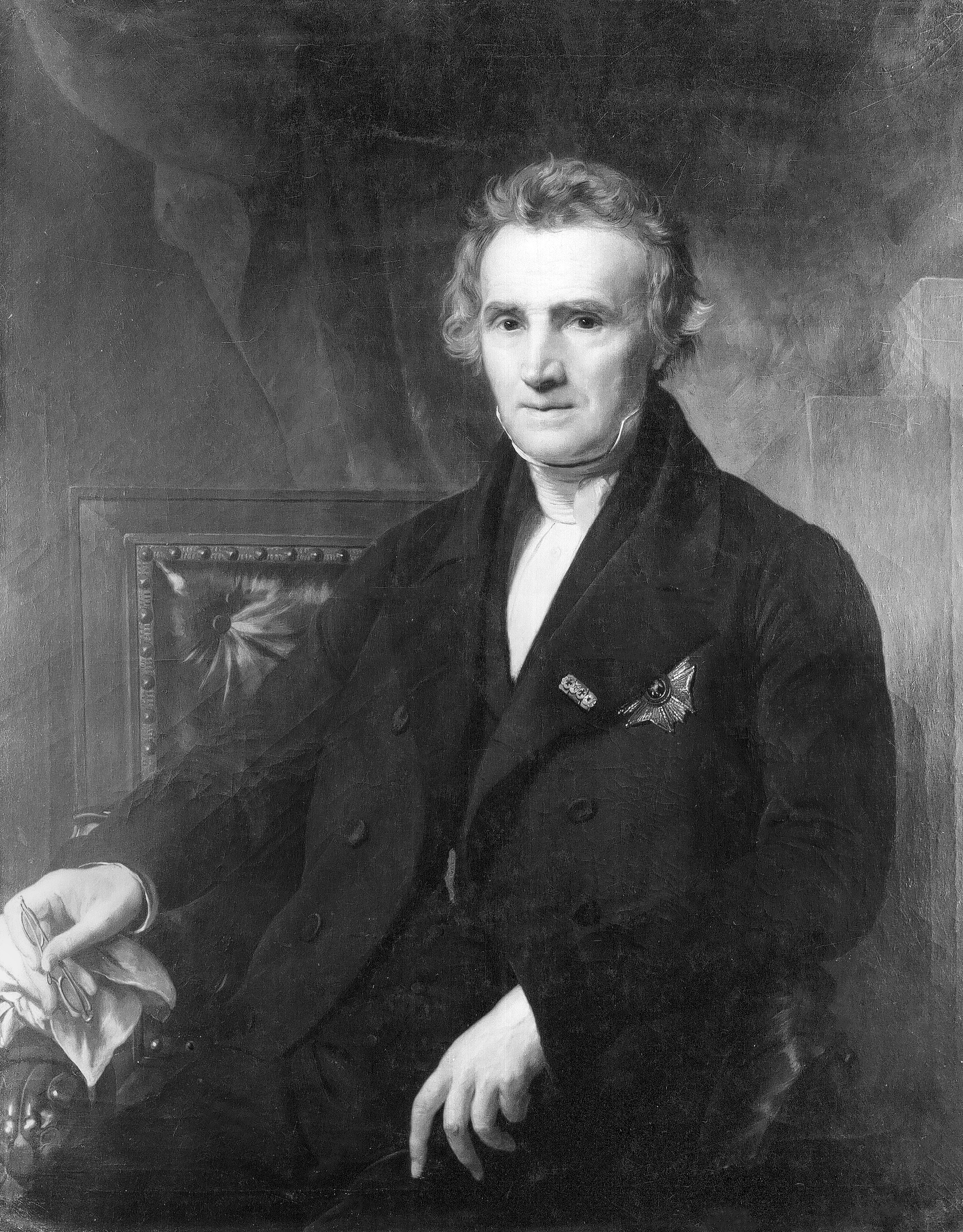
Portrait de Gerlache.

Le 27 août 1830, pendant la révolution belge, des troubles éclatent à Liège et il crée une commission de sûreté publique pour gérer la situation. Début septembre, il se rend aux états généraux à La Haye et met le roi Guillaume en garde quant aux conséquences d'une intervention militaire contre la Belgique. Le 29 septembre, les états généraux votent la séparation administrative des deux pays. De Gerlache rentre en Belgique et est nommé par le Gouvernement provisoire président de la commission chargée d'élaborer la Constitution. Le 27 octobre, il est élu député au Congrès national du district de Liège, puis vice-président de cette assemblée. Il s'y prononce pour l'indépendance de la Belgique et la monarchie. Quand Surlet de Chokier devient régent, il devient président du Congrès. Il fut Premier ministre du premier gouvernement de la Belgique indépendante (1830). Tous ses ministres, nommés par le régent Surlet de Chokier, étaient des libéraux (Albert Goblet, Alexandre Gendebien, Sylvain Van de Weyer, Charles de Brouckère, Jean-François Tielemans). Ce gouvernement ne tiendra qu'un mois (du 26 février au 23 mars 1831), à cause des attaques des libéraux contre de Gerlache, qui sera poussé à la démission dès le 7 mars (démission acceptée le 15 mars par le conseil des ministres). De retour au Congrès, il est un de ceux qui proposent la candidature de Léopold de Saxe-Cobourg-Gotha au trône de Belgique et fait partie de la délégation envoyée à Londres pour annoncer officiellement au prince son élection. Il fut le premier président de la chambre des représentants de Belgique en ponctuant son discours par la phrase : « Sire, montez au trône ! »
Il est ensuite élu député de Liège à la Chambre des représentants de Belgique (1831-1832) dont il est élu président. Il devient ensuite premier président de la Cour de cassation (1832-1867). En 1839, il sera ambassadeur chargé de mission extraordinaire à la Conférence de Londres et tentera d'obtenir une révision du Traité des XXIV articles. On lui doit différents ouvrages historiques (Histoire de Liège depuis César jusqu'à la fin du XVIIIe siècle, Histoire du royaume des Pays-Bas, Essai sur les grandes époques de notre histoire nationale, Essai sur Grétry).

## Publications

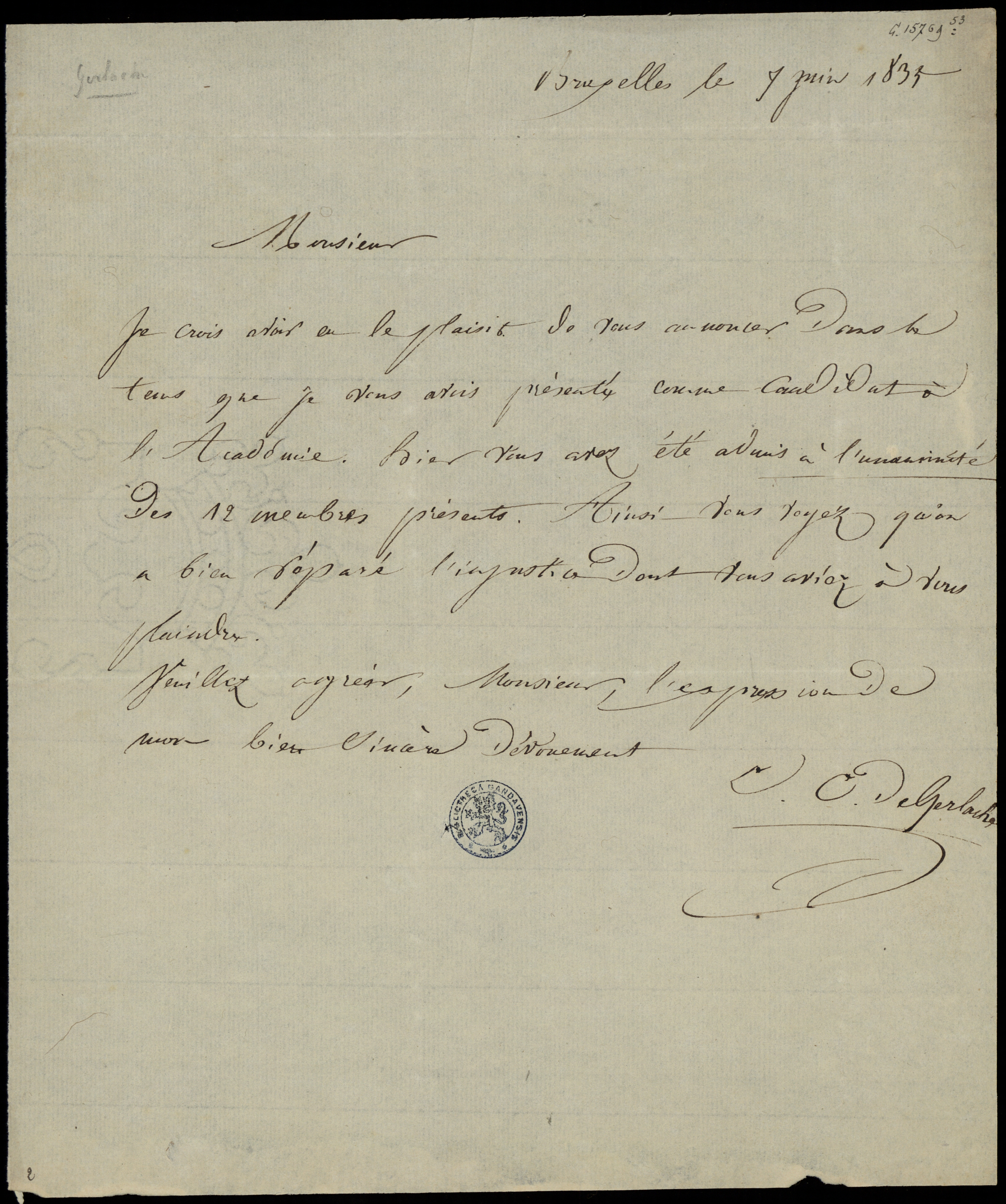
Lettre d'Étienne de Gerlache à Jan-Frans Willems (1835)

- Révolutions de Liége sous Louis de Bourbon (1831)
- Histoire du Royaume des Pays-Bas depuis 1814 jusqu'en 1830 (1839)
- Histoire du Royaume des Pays-Bas : Depuis 1814 Jusqu'en 1850 (1842)
- Histoire de Liège depuis César jusqu'à Maximilien de Bavière, Bruxelles, M. Hayez, 1843, 299 p. (lire en ligne)
- Essai sur Grétry, 1844
- Études sur Salluste et sur quelques-uns des principaux historiens de l'antiquité considérés comme politiques, comme moralistes et comme écrivains: suivies de réflexions et de discours sur la manière d'étudier et d'écrire l'histoire (1847)
- Essai sur le mouvement des parties en Belgique, depuis 1830 jusqu'à ce jour, suivi de quelques réflexions sur ce qu'on appelle les grands principes de 1789 (1852)
- Histoire de Liège depuis César jusqu'à la fin du XVIIIe siècle (1859)
- Œuvres complètes de M. le baron de Gerlache (1859)
- Essais sur les grandes époques de notre histoire nationale et mélanges politiques et littéraires (1876)
- Traduction des 22 premiers chapitres de la conjuration de Catilina

## Hommages et distinctions

### Hommages
- Rue du Président de Gerlache, Bruxelles

### Distinctions
Belgique
- Grand cordon de l'ordre de Léopold (1856)
- Croix de fer

 France
- Officier de la Légion d'honneur (1837)

 Vatican
- Commandeur de l'ordre de Pie IX
- Chevalier de l'ordre de Saint-Grégoire-le-Grand

### Sources
- P. de Gerlache, De Gerlache et la fondation de la Belgique indépendante, Bruxelles, 1931
- Th. Juste, Le baron de Gerlache, Bruxelles, 1871
- Père de Terwecoren s-j. "Nécrologie de E.C de Gerlache." dans Les précis historiques; 1871.  pp 176–178. Disponible en ligne.